# 1re cérémonie des Boston Society of Film Critics Awards
La 1re cérémonie des Boston Society of Film Critics Awards, décernés par la Boston Society of Film Critics, a eu lieu le 22 mars 1981, et a récompensé les films réalisés en 1980.

## Palmarès

### Meilleur film
- Raging Bull

### Meilleur réalisateur
- Roman Polanski pour Tess

### Meilleur acteur
- Robert De Niro pour le rôle de Jake LaMotta dans Raging Bull

### Meilleure actrice
- Gena Rowlands pour le rôle de Gloria Swenson dans Gloria

### Meilleur acteur dans un second rôle
- Jason Robards pour le rôle de Howard Hughes dans Melvin and Howard

### Meilleure actrice dans un second rôle
- Mary Steenburgen pour le rôle de Lynda Dummar dans Melvin and Howard

### Meilleur scénario
- Melvin and Howard – Bo Goldman

### Meilleure photographie
- Raging Bull – Michael Chapman

### Meilleur film en langue étrangère
Le Dernier Métro •  France

### Meilleur film indépendant
- Return of the Secausus 7

### Meilleur film américain
- Melvin and Howard

### Meilleur documentaire
- Charleen or How Long Has This Been Going On?